# Le Val-de-Guéblange
Le Val-de-Guéblange (lothr. Gewlingedal, deutsch Geblingen  oder Geblingerthal, 1940–1944 Geblingen b. Saaralben) ist eine französische Gemeinde mit 798 Einwohnern (Stand 1. Januar 2022) im Département Moselle in der Region Grand Est (bis 2015 Lothringen).
Sie gehört zum Arrondissement Sarreguemines und zum Kanton Sarralbe.

## Geografie
Die Gemeinde Le Val-de-Guéblange liegt an der unteren Albe, sechs Kilometer westlich von Sarralbe nahe der Grenze zum Elsass. Zu Le Val-de-Guéblange gehören die Ortsteile Audviller (deutsch Audweiler), Schweix, Steinbach, Wentzviller (deutsch Wentzweiler).

## Geschichte
Der Ort wurde erstmals 712 als Villa Geboaldo erwähnt, dann Gueboldanges  (1354) und Gebeldingen (1466).
Das Gemeindewappen wird geprägt von den Attributen des Kapitels der Kathedrale von Metz, das die Kastellanei von Albestroff besaß, zu der Le Val de Guéblange gehörte. Der Wellenbalken symbolisiert den Fluss Albe.

### Bevölkerungsentwicklung
| Jahr      | 1962 | 1968 | 1975 | 1982 | 1990 | 1999 | 2006 | 2019 |
| Einwohner | 977  | 977  | 916  | 882  | 888  | 904  | 868  | 850  |

## Belege
1. ↑  Wappenbeschreibung auf genealogie-lorraine.fr (französisch)